# Diadelia rotundipennis
Diadelia rotundipennis är en skalbaggsart som beskrevs av Stefan von Breuning 1966. Diadelia rotundipennis ingår i släktet Diadelia och familjen långhorningar.
Artens utbredningsområde är Madagaskar. Inga underarter finns listade i Catalogue of Life.